# Володин, Никита Андреевич
Никита Андреевич Володин (род. 29 июня 1999, Санкт-Петербург, Россия) — немецкий фигурист, выступающий в парном катании с Минервой Фабьен Хазе. Они серебряные (2025) и бронзовые (2024) призёры чемпионата мира, чемпионы Европы (2025) и двукратные победители финала Гран-при (2023, 2024). До 2023 года представлял Россию.

## Карьера
Начал кататься на коньках в 2003 году.

### В паре с Алиной Устимкиной
Алина Устимкина и Никита Володин дебютировали в паре в сентябре 2014 года. В августе 2015 года в Риге (Латвия) в юниорском Гран-при заняли пятое место, в ноябре выиграли золотую медаль на NRW Trophy среди юниоров, опередив серебряных призёров Анну Душкову и Мартина Бидаржа на 19,22 балла.
В январе 2016 года Устимкина и Володин заняли пятое место на чемпионате России среди юниоров. В феврале представляли Россию на юношеских Олимпийских играх 2016 года в Хамаре (Норвегия), где были награждены бронзовой медалью, уступив Екатерине Борисовой и Дмитрию Сопоту, а также Душковой и Бидаржу.
В конце 2017 года Устимкина и Володин прекратили партнерство.

### В паре с Аминой Атахановой
В начале 2018 года Володин объединился с Аминой Атахановой под руководством Алексея Соколова в Санкт-Петербурге. В апреле 2018 года они выиграли золото юниорского чемпионата России. Но по окончании сезона их партнерство закончилось.

### В паре с Хазе
С сезона 2023/24 года выступает в паре с Минервой Фабьен Хазе.

## Результаты
(с Минервой Фабьен Хазе)
| Соревнование                   | 23/24         | 24/25         |
| Международные                  | Международные | Международные |
| ------------------------------ | ------------- | ------------- |
| Чемпионат мира                 | 3             | 2             |
| Чемпионат Европы               | 5             | 1             |
| Финал Гран-при                 | 1             | 1             |
| Гран-при Японии                | 1             |               |
| Гран-при Франции               |               | 1             |
| Гран-при Китая                 |               | 2             |
| Гран-при Финляндии             | 1             |               |
| CS Lombardia Trophy            | 2             |               |
| CS Nebelhorn Trophy            | 1             | 1             |
| Budapest Trophy                | 1             |               |
| Trophée Métropole Nice         |               | 1             |
| CS — турнир серии «челленджер» |               |               |